# Marca de Turín
El condado o marca de Turín (también conocida como marca de Susa o marca Arduinica), fue un territorio vasallo del reino de Italia y del Sacro Imperio Romano, creada para administrar el vacío de poder surgido con el fin de la dominación anscarica junto con otras marcas de las casas orbertenga y aleramica.

## Historia
Fue fundada en el año 941 por Hugo de Arlés (rey de Italia). El monarca colocó en el cargo de marqués a Arduino el Calvo. 
Este feudo, en principio denominado marca Arduinica, fue creado con la intención de cubrir el vacío de poder existente en el reino de Italia tras la desaparición de la casa de Ivrea.  La marca de Ivrea fue dividida en varias marcas que pasaron a manos de familias de origen germano (marca Arduinica, marca Aleramica y marca Obertenga, que pasaron a denominarse, respectivamente, marca de Susa-Turín, marca del Montferrato y marca de Génova.
Durante este período, Arduino combatió a los sarracenos que se habían instalado en el Valle de Susa, anexándose estos territorios. En el 962 Arduino fue destituido del título de Marqués de Susa y Turín.
El marqués de la casa arduinica más importante fue Ulrico Manfredo II, que llevó a la marca a su máxima extensión territorial y a su apogeo político. Su hija, Adelaida de Susa, se casó con Odón de Saboya en el año 1046. Los hijos y nietos de Adelaida cooperaron con Odón en el gobierno de la marca, pero después de su muerte en el 1090, la autoridad condal paso a manos del obispo de Turín (1092), mientras que la propia ciudad se convirtió en una comuna (1091). Las tierras y feudos de la marca fueron absorbidos por la casa de Saboya y engrosados en su condado, del que Turín sería capital en siglos venideros.
En 1076, el emperador Enrique IV, en oposición a la nobleza local y la iglesia, nombró a su hijo Conrado margrave de Turín a la edad de dos años (era hijo de Berta de Saboya, hija de Adelaida de Susa, entonces heredera del título). Este poder nunca fue efectivo y el título fue puramente nominal, ya que se enfrentó a su padre y fue desheredado.

## Marqueses
- 962 – 977 Arduin Glaber.
- 977 – 1000 Manfredo I de Turín.
- 1000 – 1034 Olderico Manfredo II.

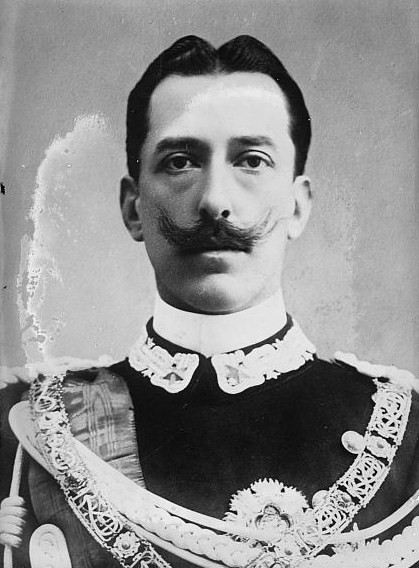
El Conde de Turín, Su Alteza Real Víctor Manuel de Saboya-Aosta.

- 1034 – 1091 Adelaida de Susa, gobernante de facto, con sus maridos, hijos y nieto político.
- 1037 – 1038 Germán IV de Suabia (primer marido de Adelaida).
- 1041 – 1045 Enrique de Montferrato (segundo marido de Adelaida).
- 1046 – 1060 Otón I de Saboya (tercer marido de Adelaida).
- 1060 - 1078 Pedro I de Saboya (hijo de Adelaida).
- 1078 - 1080 Amadeo II de Saboya (hijo de Adelaida).
- 1080 - 1091 Federico de Montbéliard (esposo de Agnes, hija de Pedro y nieto político de Adelaida).

### Conde de Turín
En 1870, el título de Conde concedido al Príncipe Víctor Manuel de Saboya-Aosta, se apoyó en el territorio de Turín .